# Tandsjöborg
Tandsjöborg ist ein Ort in der schwedischen Provinz Gävleborgs län und der historischen Provinz (landskap) Dalarna.
Der Ort in der Gemeinde Ljusdal liegt an der Inlandsbahn und der Europastraße 45 sowie am See Tandsjön.
Vor 2015 besaß Tandsjöborg den Status eines Småort mit zuletzt (2010) 61 Einwohnern auf einer Fläche von 88 Hektar; in Folge sank die Einwohnerzahl unter 50. 2021 zählt die Kommune noch 38 Einwohner.